# چری کیوکیو۶
چری کیوکیو۶ (انگلیسی: Chery QQ6) (با کد اس۲۱) یک خودرو شهری تولید شده توسط شرکت چینی چری اتومبیل است. این خودرو چهار در دارد و در سبک سدان است. این خودرو بر اساس یک پلتفرم که در شرکت چری طراحی شده. تولید کیوکیو۶ در سال ۲۰۱۰ (۱۳۸۹) متوقف شد. کویین ۱ به عنوان جانشین این خودرو بین سال‌های ۲۰۱۰ تا ۲۰۱۳ تولید شد.

## ویژگی‌های فنی
کیوکیو۶ با یک موتور چهار سیلندر ۱۶ سوپاپ DOHC با حجم ۱٫۲۷۷ سی‌سی و قدرت ۶۱ کیلووات (۸۳ اسب بخار متری؛ ۸۲ اسب بخار) و یا با موتور کوچک‌تر ۱۰۸۳ سی‌سی با قدرت ۵۰ کیلووات (۶۸ اسب بخار متری؛ ۶۷ اسب بخار) با ویژگی‌های کلی مشابه با چری کیوکیو ۳ عرضه می‌شد.
کیوکیو ۶ با‌ هدف جذب مشتری‌های جوان‌تر و با بدنه‌ای گرد طراحی شده‌است. این خودرو در سفرهای طولانی خود را بسیار راحت نشان می‌دهد.

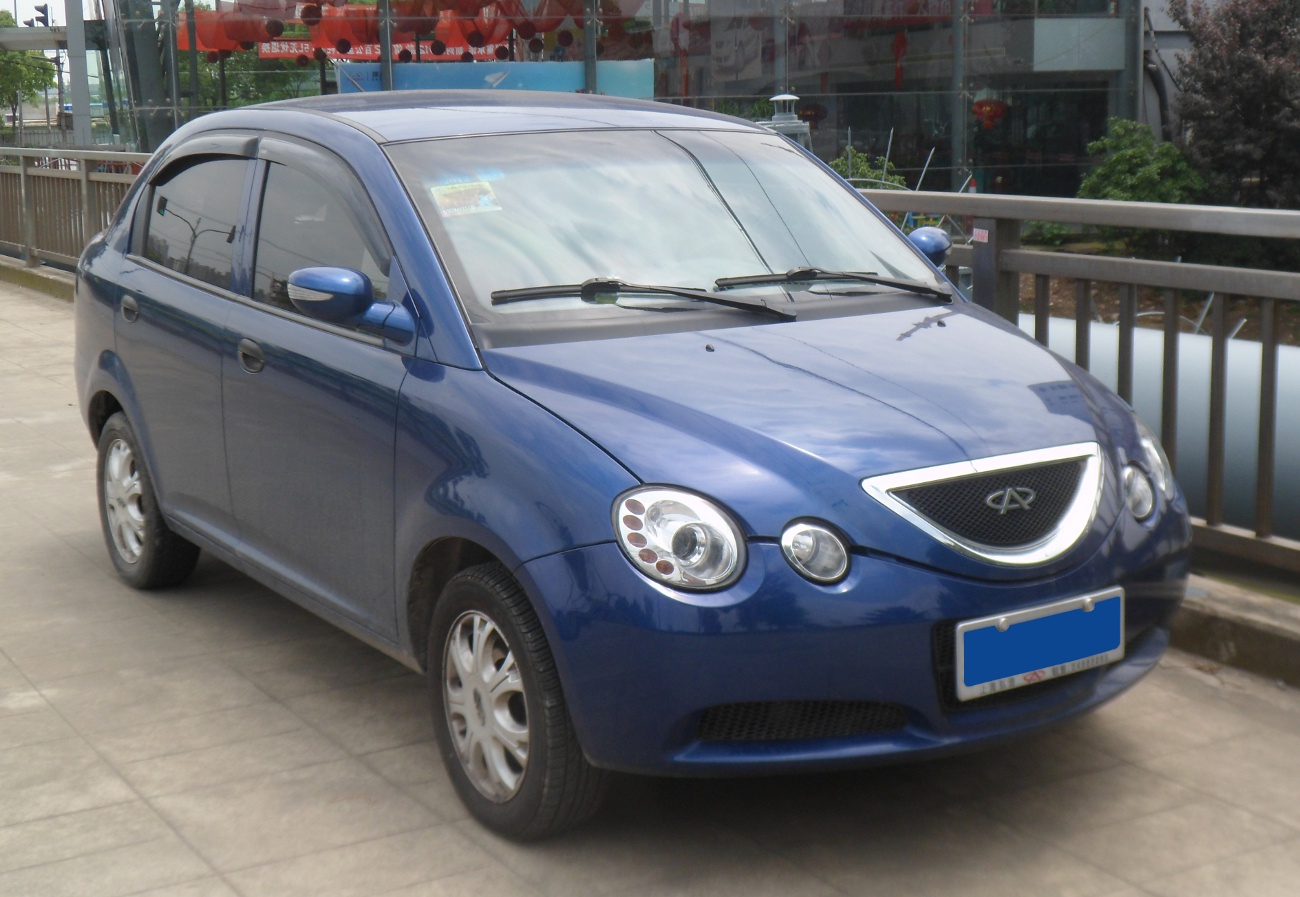
نمای جلویی چری کیوکیو ۶
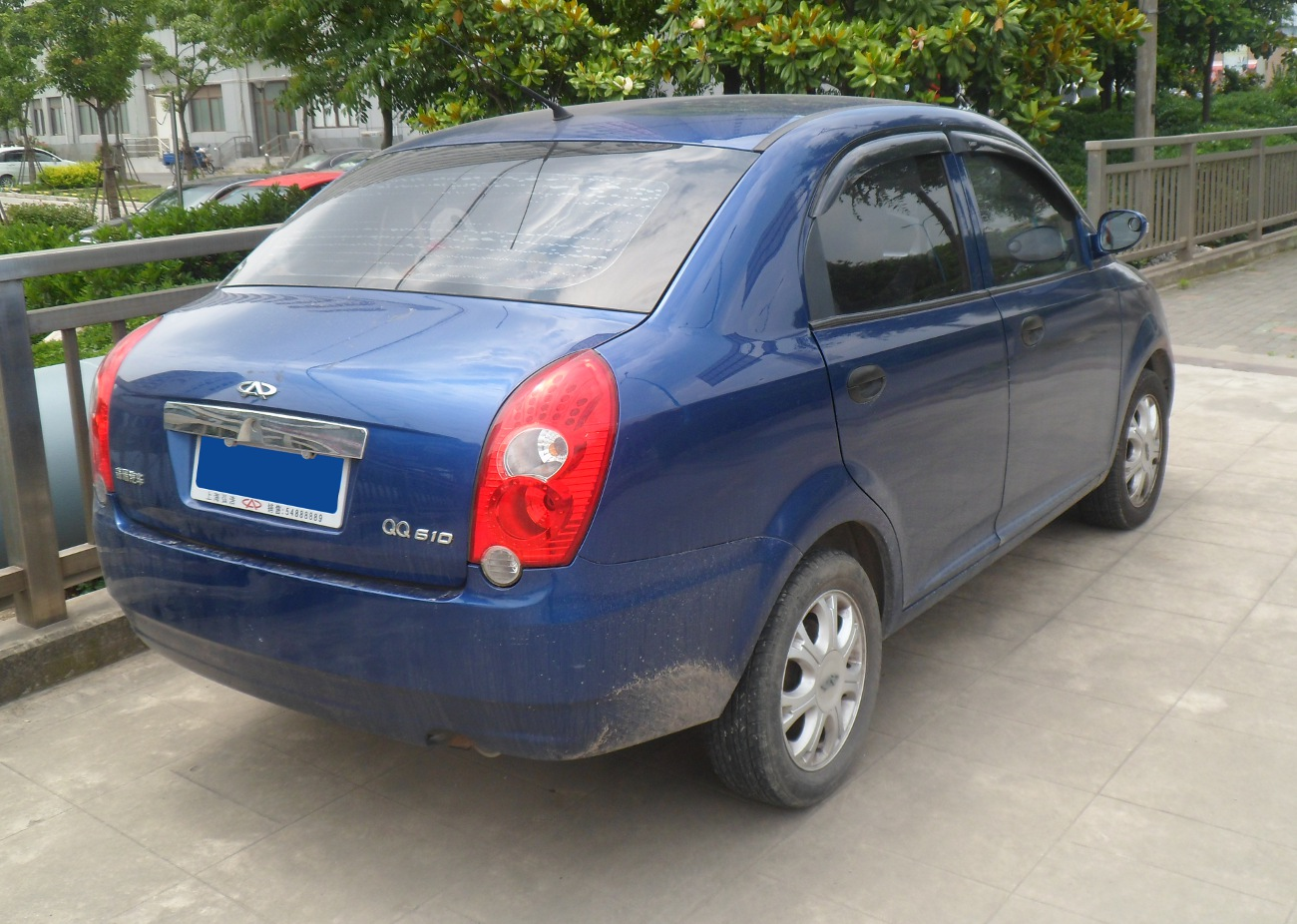
نمای پشتی چری کیوکیو ۶
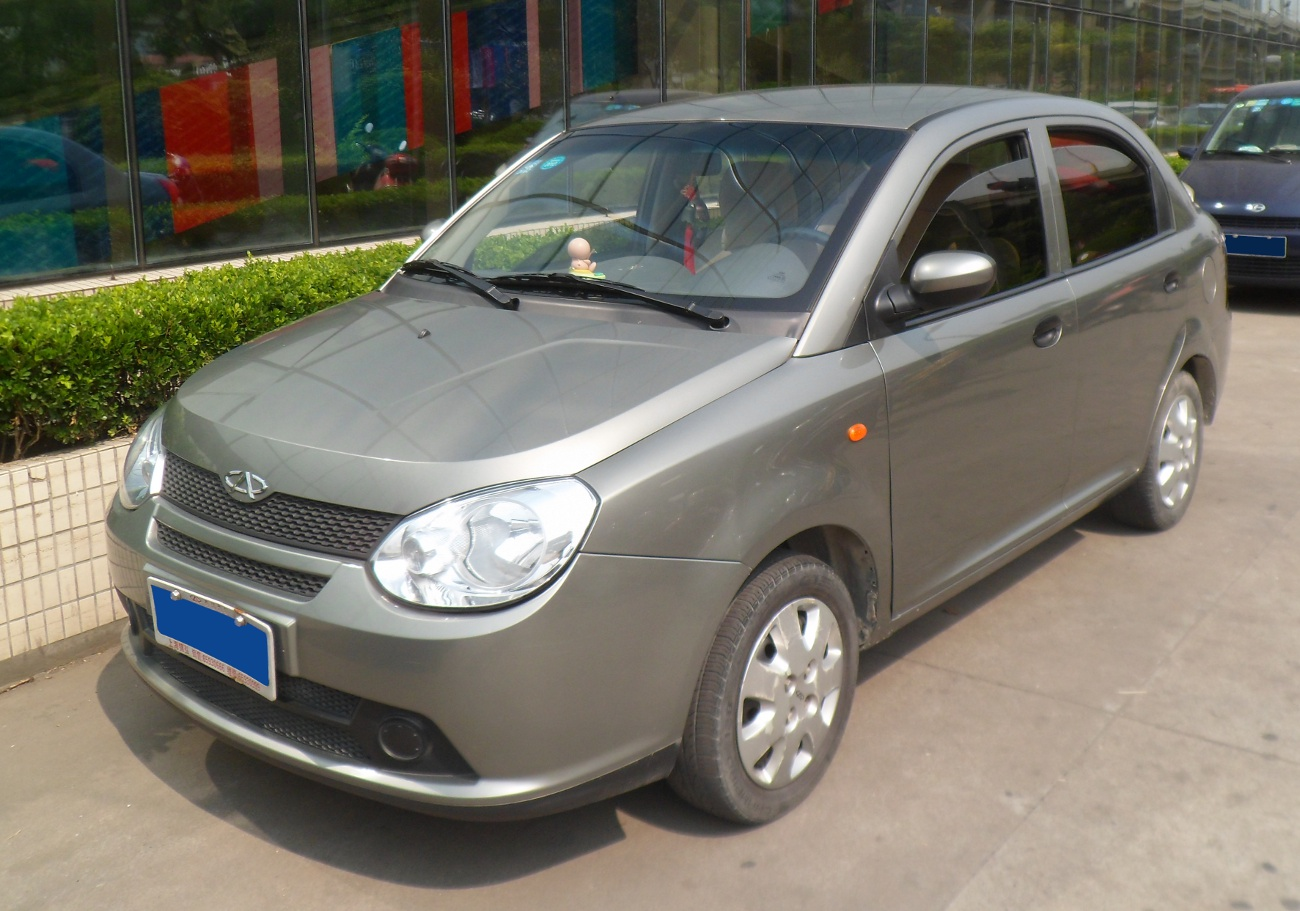
نمای جلویی چری کویین ۱
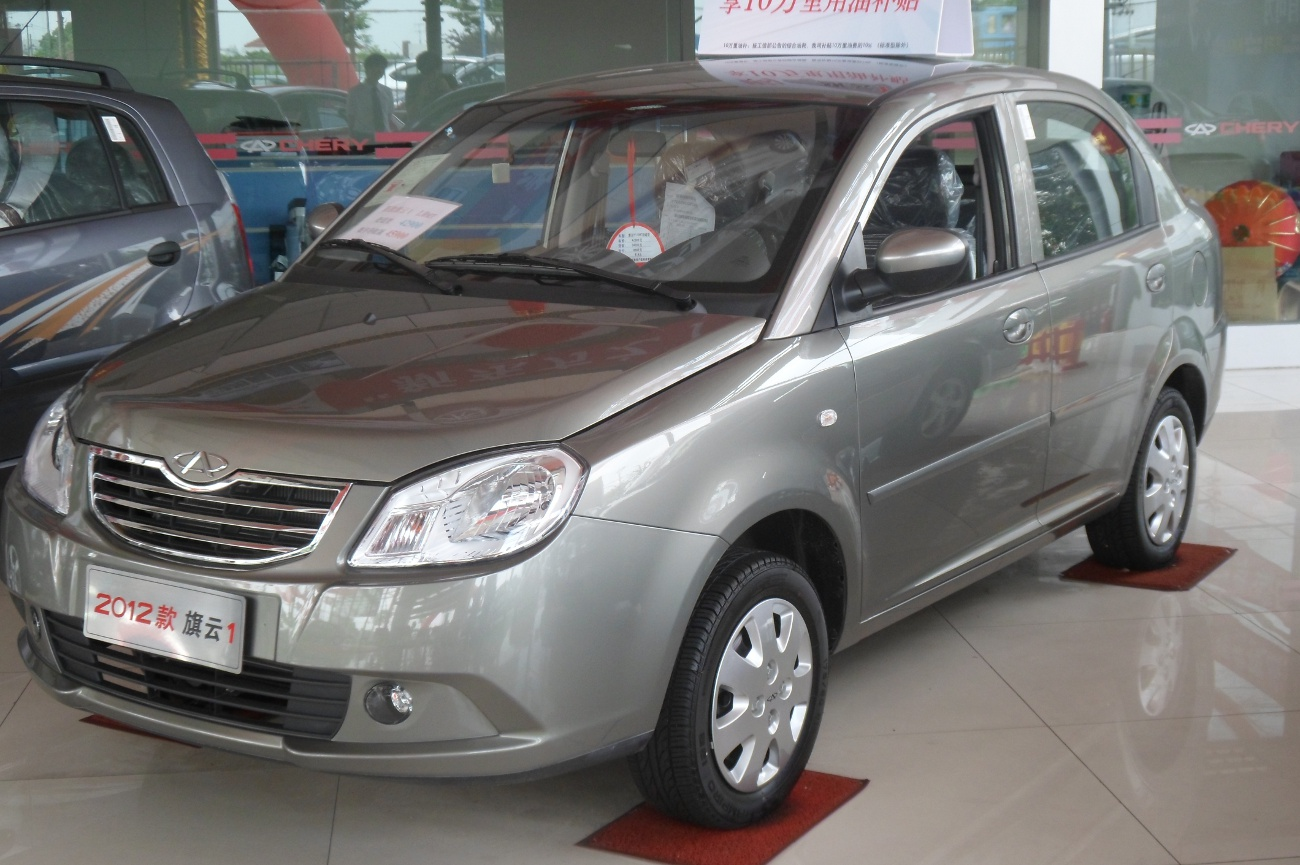
فیس‌لیفت چری کویین ۱

## ایمنی
به دلیل ایمنی کم در آزمون‌های تصادف، به این خودرو ۲ ستاره از ۵ ستاره در C-NCAP اعطا شد.

## بازاریابی خارج از چین

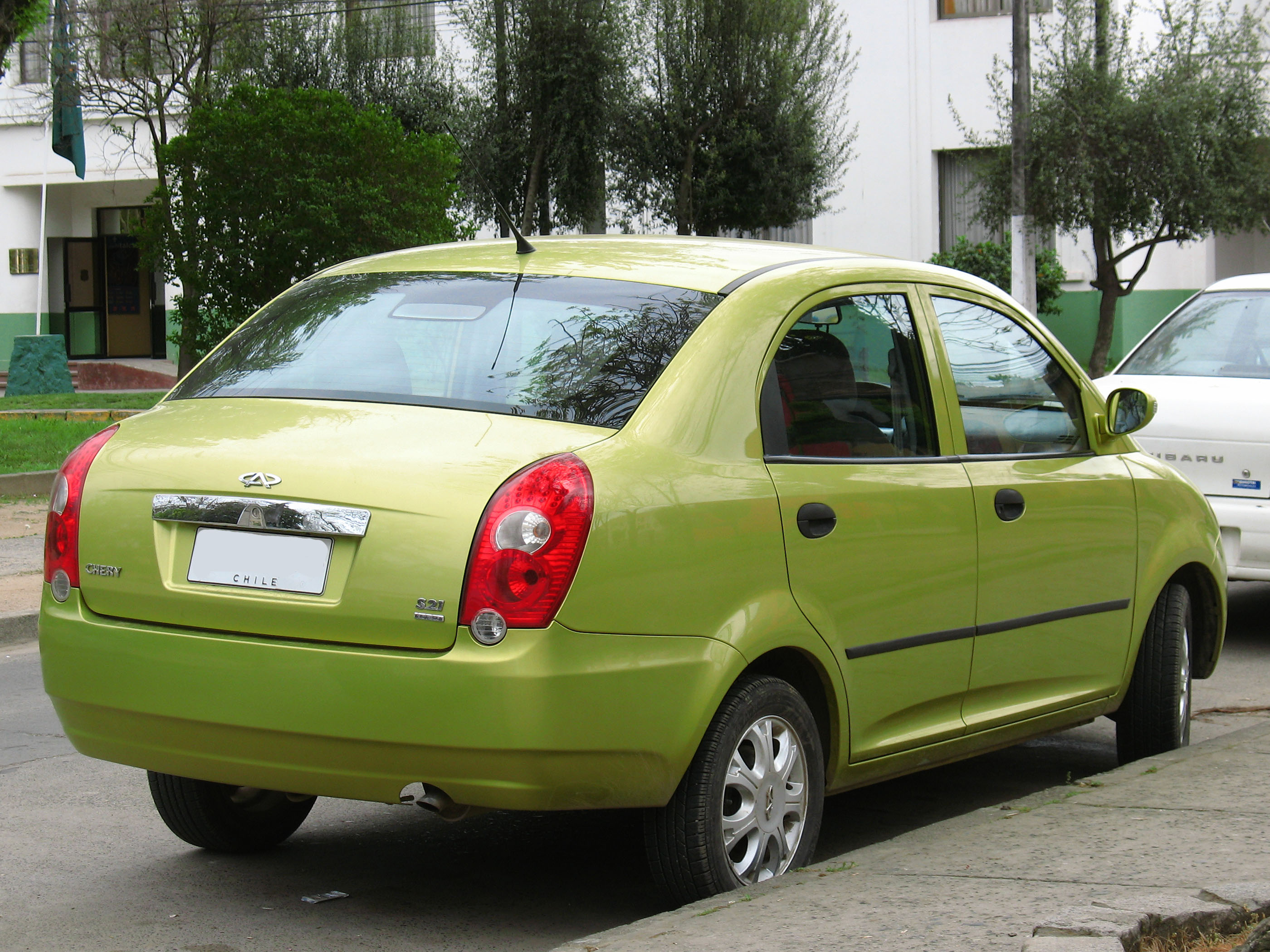
چری اس۲۱ (شیلی)

این خودرو در ماه نوامبر سال ۲۰۰۶ در شیلی، کلمبیا و دیگر کشورهای آندی بعلاوه اندونزی عرضه شد. این خودرو در بازارهای خارجی (صرف نظر از شیلی) با نام اس۲۱ عرضه شد. این مدل از موتور ۱٫۱ لیتری (SQR472F) بهره می‌برد. این خودرو در مصر با نام اسپرانزا ای۲۱۳ مونتاژ می‌شد. در بازار اوکراین، این خودرو با نام چری جاگی عرضه شد.